# Список астероїдів (11501—11600)
| Назва                                  | Тимчасове позначення | Дата відкриття    | Місце відкриття                    | Відкривач                          |
| -------------------------------------- | -------------------- | ----------------- | ---------------------------------- | ---------------------------------- |
| (11501) 1989 UU3                       | 1989 UU3             | 29 жовтня 1989    | Обсерваторія Кані                  | Йосікане Мідзуно, Тошімата Фурута  |
| (11502) 1989 WU2                       | 1989 WU2             | 21 листопада 1989 | Обсерваторія Кушіро                | Сейджі Уеда, Хіроші Канеда         |
| (11503) 1990 BF                        | 1990 BF              | 21 січня 1990     | Обсерваторія Кані                  | Йосікане Мідзуно, Тошімата Фурута  |
| 11504 Казо (Kazo)                      | 1990 BT              | 21 січня 1990     | Окутама                            | Цуному Хіокі, Шудзі Хаякава        |
| (11505) 1990 DW2                       | 1990 DW2             | 24 лютого 1990    | Обсерваторія Ла-Сілья              | Анрі Дебеонь                       |
| 11506 Тулуз-Лотрек (Toulouse-Lautrec)  | 1990 ES1             | 2 березня 1990    | Обсерваторія Ла-Сілья              | Ерік Вальтер Ельст                 |
| 11507 Денпаску (Danpascu)              | 1990 OF              | 20 липня 1990     | Паломарська обсерваторія           | Е. Гелін                           |
| 11508 Штольте (Stolte)                 | 1990 TF13            | 12 жовтня 1990    | Обсерваторія Карла Шварцшильда     | Лутц Шмадель, Ф. Бернґен           |
| 11509 Thersilochos                     | 1990 VL6             | 15 листопада 1990 | Обсерваторія Ла-Сілья              | Ерік Вальтер Ельст                 |
| 11510 Борхес (Borges)                  | 1990 VV8             | 11 листопада 1990 | Обсерваторія Ла-Сілья              | Ерік Вальтер Ельст                 |
| (11511) 1990 WK2                       | 1990 WK2             | 18 листопада 1990 | Паломарська обсерваторія           | Е. Гелін                           |
| (11512) 1991 AB2                       | 1991 AB2             | 11 січня 1991     | Паломарська обсерваторія           | Е. Гелін                           |
| (11513) 1991 CE1                       | 1991 CE1             | 12 лютого 1991    | Обсерваторія Яцуґатаке-Кобутізава  | Йошіо Кушіда, Осаму Мурамацу       |
| 11514 Цуненаґа (Tsunenaga)             | 1991 CO1             | 13 лютого 1991    | Станція Аясі обсерваторії Сендай   | Масахіро Коїсікава                 |
| 11515 Осідзьо (Oshijyo)                | 1991 CR1             | 12 лютого 1991    | Обсерваторія Йорії                 | Масару Араї, Хіроші Морі           |
| 11516 Артурпейдж (Arthurpage)          | 1991 ED              | 6 березня 1991    | Обсерваторія Ґейсей                | Тсутому Секі                       |
| 11517 Esteracuna                       | 1991 EA4             | 12 березня 1991   | Обсерваторія Ла-Сілья              | Анрі Дебеонь                       |
| 11518 Юнг (Jung)                       | 1991 GB3             | 8 квітня 1991     | Обсерваторія Ла-Сілья              | Ерік Вальтер Ельст                 |
| 11519 Адлер (Adler)                    | 1991 GZ4             | 8 квітня 1991     | Обсерваторія Ла-Сілья              | Ерік Вальтер Ельст                 |
| 11520 Фромм (Fromm)                    | 1991 GE8             | 8 квітня 1991     | Обсерваторія Ла-Сілья              | Ерік Вальтер Ельст                 |
| 11521 Еріксон (Erikson)                | 1991 GE9             | 10 квітня 1991    | Обсерваторія Ла-Сілья              | Ерік Вальтер Ельст                 |
| (11522) 1991 JF                        | 1991 JF              | 3 травня 1991     | Обсерваторія Ніхондайра            | Такеші Урата                       |
| (11523) 1991 PK1                       | 1991 PK1             | 15 серпня 1991    | Паломарська обсерваторія           | Е. Гелін                           |
| 11524 Плейєль (Pleyel)                 | 1991 PY2             | 2 серпня 1991     | Обсерваторія Ла-Сілья              | Ерік Вальтер Ельст                 |
| (11525) 1991 RE25                      | 1991 RE25            | 11 вересня 1991   | Паломарська обсерваторія           | Генрі Гольт                        |
| (11526) 1991 UL3                       | 1991 UL3             | 31 жовтня 1991    | Обсерваторія Кушіро                | Сейджі Уеда, Хіроші Канеда         |
| (11527) 1991 VU4                       | 1991 VU4             | 5 листопада 1991  | Обсерваторія Кійосато              | Сатору Отомо                       |
| 11528 Міє (Mie)                        | 1991 XH              | 3 грудня 1991     | Обсерваторія Яцуґатаке-Кобутізава  | Йошіо Кушіда, Осаму Мурамацу       |
| (11529) 1992 BJ1                       | 1992 BJ1             | 28 січня 1992     | Обсерваторія Кушіро                | Сейджі Уеда, Хіроші Канеда         |
| 11530 д'Інді (d'Indy)                  | 1992 CP2             | 2 лютого 1992     | Обсерваторія Ла-Сілья              | Ерік Вальтер Ельст                 |
| (11531) 1992 DL7                       | 1992 DL7             | 29 лютого 1992    | Обсерваторія Ла-Сілья              | UESAC                              |
| 11532 Gullin                           | 1992 ER4             | 1 березня 1992    | Обсерваторія Ла-Сілья              | UESAC                              |
| 11533 Akeback                          | 1992 EG6             | 1 березня 1992    | Обсерваторія Ла-Сілья              | UESAC                              |
| (11534) 1992 EB16                      | 1992 EB16            | 1 березня 1992    | Обсерваторія Ла-Сілья              | UESAC                              |
| (11535) 1992 EQ27                      | 1992 EQ27            | 4 березня 1992    | Обсерваторія Ла-Сілья              | UESAC                              |
| (11536) 1992 FZ                        | 1992 FZ              | 26 березня 1992   | Обсерваторія Кушіро                | Сейджі Уеда, Хіроші Канеда         |
| 11537 Геріке (Guericke)                | 1992 HY6             | 29 квітня 1992    | Обсерваторія Карла Шварцшильда     | Ф. Бернґен                         |
| 11538 Brunico                          | 1992 OJ8             | 22 липня 1992     | Обсерваторія Ла-Сілья              | Анрі Дебеонь, Альваро Лопес-Ґарсіа |
| (11539) 1992 PQ2                       | 1992 PQ2             | 2 серпня 1992     | Паломарська обсерваторія           | Генрі Гольт                        |
| (11540) 1992 PV3                       | 1992 PV3             | 5 серпня 1992     | Паломарська обсерваторія           | Генрі Гольт                        |
| (11541) 1992 SY14                      | 1992 SY14            | 28 вересня 1992   | Обсерваторія Кушіро                | Сейджі Уеда, Хіроші Канеда         |
| 11542 Solikamsk                        | 1992 SU21            | 22 вересня 1992   | Обсерваторія Ла-Сілья              | Ерік Вальтер Ельст                 |
| (11543) 1992 UN2                       | 1992 UN2             | 25 жовтня 1992    | Обсерваторія Уенохара              | Нобухіро Кавасато                  |
| (11544) 1992 UD3                       | 1992 UD3             | 26 жовтня 1992    | Обсерваторія Кійосато              | Сатору Отомо                       |
| 11545 Хасімото (Hashimoto)             | 1992 UE4             | 26 жовтня 1992    | Обсерваторія Кітамі                | Кін Ендате, Кадзуро Ватанабе       |
| 11546 Miyoshimachi                     | 1992 UM6             | 28 жовтня 1992    | Обсерваторія Кітамі                | Масаюкі Янаї, Кадзуро Ватанабе     |
| 11547 Ґріссер (Griesser)               | 1992 UP8             | 31 жовтня 1992    | Обсерваторія Карла Шварцшильда     | Ф. Бернґен                         |
| 11548 Джеррільюїс (Jerrylewis)         | 1992 WD8             | 25 листопада 1992 | Паломарська обсерваторія           | Керолін Шумейкер, Девід Леві       |
| (11549) 1992 YY                        | 1992 YY              | 25 грудня 1992    | Станція JCPM Якіїмо                | Акіра Наторі, Такеші Урата         |
| (11550) 1993 BN                        | 1993 BN              | 20 січня 1993     | Обсерваторія Ніхондайра            | Такеші Урата                       |
| (11551) 1993 BR3                       | 1993 BR3             | 21 січня 1993     | Обсерваторія Ніхондайра            | Такеші Урата                       |
| 11552 Boucolion                        | 1993 BD4             | 27 січня 1993     | Коссоль                            | Ерік Вальтер Ельст                 |
| (11553) 1993 BD6                       | 1993 BD6             | 27 січня 1993     | Коссоль                            | Ерік Вальтер Ельст                 |
| 11554 Asios                            | 1993 BZ12            | 22 січня 1993     | Обсерваторія Ла-Сілья              | Ерік Вальтер Ельст                 |
| (11555) 1993 CR1                       | 1993 CR1             | 15 лютого 1993    | Обсерваторія Кушіро                | Сейджі Уеда, Хіроші Канеда         |
| (11556) 1993 DV                        | 1993 DV              | 21 лютого 1993    | Обсерваторія Кушіро                | Сейджі Уеда, Хіроші Канеда         |
| (11557) 1993 FO8                       | 1993 FO8             | 17 березня 1993   | Обсерваторія Ла-Сілья              | UESAC                              |
| (11558) 1993 FY8                       | 1993 FY8             | 17 березня 1993   | Обсерваторія Ла-Сілья              | UESAC                              |
| (11559) 1993 FS23                      | 1993 FS23            | 21 березня 1993   | Обсерваторія Ла-Сілья              | UESAC                              |
| (11560) 1993 FU24                      | 1993 FU24            | 21 березня 1993   | Обсерваторія Ла-Сілья              | UESAC                              |
| (11561) 1993 FZ24                      | 1993 FZ24            | 21 березня 1993   | Обсерваторія Ла-Сілья              | UESAC                              |
| (11562) 1993 FU33                      | 1993 FU33            | 19 березня 1993   | Обсерваторія Ла-Сілья              | UESAC                              |
| (11563) 1993 FO36                      | 1993 FO36            | 19 березня 1993   | Обсерваторія Ла-Сілья              | UESAC                              |
| (11564) 1993 FU41                      | 1993 FU41            | 19 березня 1993   | Обсерваторія Ла-Сілья              | UESAC                              |
| (11565) 1993 FD51                      | 1993 FD51            | 19 березня 1993   | Обсерваторія Ла-Сілья              | UESAC                              |
| (11566) 1993 FU51                      | 1993 FU51            | 17 березня 1993   | Обсерваторія Ла-Сілья              | UESAC                              |
| (11567) 1993 FF82                      | 1993 FF82            | 19 березня 1993   | Обсерваторія Ла-Сілья              | UESAC                              |
| (11568) 1993 GL                        | 1993 GL              | 14 квітня 1993    | Обсерваторія Кійосато              | Сатору Отомо                       |
| 11569 Вірджилсміт (Virgilsmith)        | 1993 KB2             | 27 травня 1993    | Паломарська обсерваторія           | Керолін Шумейкер, Девід Леві       |
| (11570) 1993 LE                        | 1993 LE              | 14 червня 1993    | Паломарська обсерваторія           | Генрі Гольт                        |
| 11571 Даєнс (Daens)                    | 1993 OR8             | 20 липня 1993     | Обсерваторія Ла-Сілья              | Ерік Вальтер Ельст                 |
| 11572 Шиндлер (Schindler)              | 1993 RM7             | 15 вересня 1993   | Обсерваторія Ла-Сілья              | Ерік Вальтер Ельст                 |
| 11573 Гельмгольц (Helmholtz)           | 1993 SK3             | 20 вересня 1993   | Обсерваторія Карла Шварцшильда     | Ф. Бернґен, Лутц Шмадель           |
| 11574 д'Алвієлла (d'Alviella)          | 1994 BP3             | 16 січня 1994     | Коссоль                            | Ерік Вальтер Ельст                 |
| (11575) 1994 BN4                       | 1994 BN4             | 31 січня 1994     | Фарра-д'Ізонцо                     | Фарра-д'Ізонцо                     |
| (11576) 1994 CL                        | 1994 CL              | 3 лютого 1994     | Обсерваторія Оїдзумі               | Такао Кобаяші                      |
| 11577 Ейнасто (Einasto)                | 1994 CO17            | 8 лютого 1994     | Обсерваторія Ла-Сілья              | Ерік Вальтер Ельст                 |
| 11578 Cimabue                          | 1994 EB              | 4 березня 1994    | Коллеверде ді Ґвідонія             | Вінченцо Касуллі                   |
| 11579 Цудзіцука (Tsujitsuka)           | 1994 JN              | 6 травня 1994     | Обсерваторія Кітамі                | Кін Ендате, Кадзуро Ватанабе       |
| 11580 Ботцен (Bautzen)                 | 1994 JG4             | 3 травня 1994     | Обсерваторія Кітт-Пік              | Spacewatch                         |
| 11581 Філіпдеяґер (Philipdejager)      | 1994 PK9             | 10 серпня 1994    | Обсерваторія Ла-Сілья              | Ерік Вальтер Ельст                 |
| 11582 Блойлер (Bleuler)                | 1994 PC14            | 10 серпня 1994    | Обсерваторія Ла-Сілья              | Ерік Вальтер Ельст                 |
| 11583 Бройєр (Breuer)                  | 1994 PZ28            | 12 серпня 1994    | Обсерваторія Ла-Сілья              | Ерік Вальтер Ельст                 |
| 11584 Ференчі (Ferenczi)               | 1994 PP39            | 10 серпня 1994    | Обсерваторія Ла-Сілья              | Ерік Вальтер Ельст                 |
| 11585 Орланділассо (Orlandelassus)     | 1994 RB17            | 3 вересня 1994    | Обсерваторія Ла-Сілья              | Ерік Вальтер Ельст                 |
| (11586) 1994 UA2                       | 1994 UA2             | 31 жовтня 1994    | Обсерваторія Кушіро                | Сейджі Уеда, Хіроші Канеда         |
| (11587) 1994 UH2                       | 1994 UH2             | 31 жовтня 1994    | Обсерваторія Кушіро                | Сейджі Уеда, Хіроші Канеда         |
| 11588 Ґоттфрідкеллер (Gottfriedkeller) | 1994 UZ12            | 28 жовтня 1994    | Обсерваторія Карла Шварцшильда     | Ф. Бернґен                         |
| (11589) 1994 WG                        | 1994 WG              | 25 листопада 1994 | Обсерваторія Оїдзумі               | Такао Кобаяші                      |
| (11590) 1994 WH3                       | 1994 WH3             | 28 листопада 1994 | Обсерваторія Кушіро                | Сейджі Уеда, Хіроші Канеда         |
| (11591) 1995 FV                        | 1995 FV              | 28 березня 1995   | Обсерваторія Оїдзумі               | Такао Кобаяші                      |
| 11592 Клінткеллі (Clintkelly)          | 1995 FA7             | 23 березня 1995   | Обсерваторія Кітт-Пік              | Spacewatch                         |
| 11593 Утікава (Uchikawa)               | 1995 HK              | 20 квітня 1995    | Обсерваторія Кітамі                | Кін Ендате, Кадзуро Ватанабе       |
| (11594) 1995 HP                        | 1995 HP              | 27 квітня 1995    | Обсерваторія Кушіро                | Сейджі Уеда, Хіроші Канеда         |
| 11595 Монсуммано (Monsummano)          | 1995 KN              | 23 травня 1995    | Обсерваторія Пістоїєзе             | Андреа Боаттіні, Лучано Тезі       |
| (11596) 1995 KA1                       | 1995 KA1             | 26 травня 1995    | Огляд Каталіна                     | Тімоті Спар                        |
| (11597) 1995 KL1                       | 1995 KL1             | 31 травня 1995    | Обсерваторія Сайдинг-Спрінг        | Роберт Макнот                      |
| 11598 Кубік (Kubik)                    | 1995 OJ              | 22 липня 1995     | Обсерваторія Ондржейов             | Ленка Коткова                      |
| (11599) 1995 QR                        | 1995 QR              | 16 серпня 1995    | Обсерваторія Наті-Кацуура          | Йошісада Шімідзу, Такеші Урата     |
| 11600 Сіполла (Cipolla)                | 1995 SQ2             | 26 вересня 1995   | Обсерваторія Санта-Лючія Стронконе | Обсерваторія Санта-Лючія Стронконе |

| ← Астероїди 10001—20000 → |             |             |             |             |             |             |             |             |             |
| 10001—10100               | 11001—11100 | 12001—12100 | 13001—13100 | 14001—14100 | 15001—15100 | 16001—16100 | 17001—17100 | 18001—18100 | 19001—19100 |
| 10101—10200               | 11101—11200 | 12101—12200 | 13101—13200 | 14101—14200 | 15101—15200 | 16101—16200 | 17101—17200 | 18101—18200 | 19101—19200 |
| 10201—10300               | 11201—11300 | 12201—12300 | 13201—13300 | 14201—14300 | 15201—15300 | 16201—16300 | 17201—17300 | 18201—18300 | 19201—19300 |
| 10301—10400               | 11301—11400 | 12301—12400 | 13301—13400 | 14301—14400 | 15301—15400 | 16301—16400 | 17301—17400 | 18301—18400 | 19301—19400 |
| 10401—10500               | 11401—11500 | 12401—12500 | 13401—13500 | 14401—14500 | 15401—15500 | 16401—16500 | 17401—17500 | 18401—18500 | 19401—19500 |
| 10501—10600               | 11501—11600 | 12501—12600 | 13501—13600 | 14501—14600 | 15501—15600 | 16501—16600 | 17501—17600 | 18501—18600 | 19501—19600 |
| 10601—10700               | 11601—11700 | 12601—12700 | 13601—13700 | 14601—14700 | 15601—15700 | 16601—16700 | 17601—17700 | 18601—18700 | 19601—19700 |
| 10701—10800               | 11701—11800 | 12701—12800 | 13701—13800 | 14701—14800 | 15701—15800 | 16701—16800 | 17701—17800 | 18701—18800 | 19701—19800 |
| 10801—10900               | 11801—11900 | 12801—12900 | 13801—13900 | 14801—14900 | 15801—15900 | 16801—16900 | 17801—17900 | 18801—18900 | 19801—19900 |
| 10901—11000               | 11901—12000 | 12901—13000 | 13901—14000 | 14901—15000 | 15901—16000 | 16901—17000 | 17901—18000 | 18901—19000 | 19901—20000 |